# Amphiophiura inops
Amphiophiura inops is een slangster uit de familie Ophiuridae.
De wetenschappelijke naam van de soort werd in 1908 gepubliceerd door René Koehler.